# Budynek przy ulicy Fredry 6/8 w Toruniu
Budynek przy ulicy Fredry 6/8 w Toruniu – dom wojewody pomorskiego, obecnie budynek Wojewódzkiego Funduszu Ochrony Środowiska i Gospodarki Wodnej w Toruniu. Znajduje się na Bydgoskim Przedmieściu, przy ulicy Fredry 6/8 w Toruniu.
Budynek powstał w 1914 roku. Był przeznaczony na siedzibę kasyna wojskowego 61. Pułku Piechoty im. von der Marwitza.
W 1920 roku w budynku umieszczono Tymczasowe Kursy Instruktorskie dla Oficerów, będące poprzednikiem Oficerskiej Szkoły Marynarki Wojennej (Szkoły Podchorążych Marynarki Wojennej). Od 1925 roku, po przeniesieniu się Oficerskiej Szkoły Marynarki Wojennej do Koszar Racławickich, budynek pełnił rolę rezydencji wojewodów pomorskich.
W budynku tym, podczas swego pobytu w Toruniu w 1927 i 1930 roku, mieszkał prezydent II RP Ignacy Mościcki.
Po II wojnie światowej zlokalizowano w nim Ośrodek Szkolenia Partyjnego, następnie od 1957 roku Collegium Geographicum Uniwersytetu Mikołaja Kopernika. W następnych latach mieścił się tutaj Wydział Nauk Pedagogicznych UMK.
Po zakończeniu remontu generalnego w 2014 roku budynek stał się siedzibą Wojewódzkiego Funduszu Ochrony Środowiska i Gospodarki Wodnej.
Zachował się kartusz z sylwetką gryfa pomorskiego.

## Nagrody i wyróżnienia
- 2014 – nagroda Prezydenta Miasta Torunia „Obiekt Roku”[4]